# Croustade

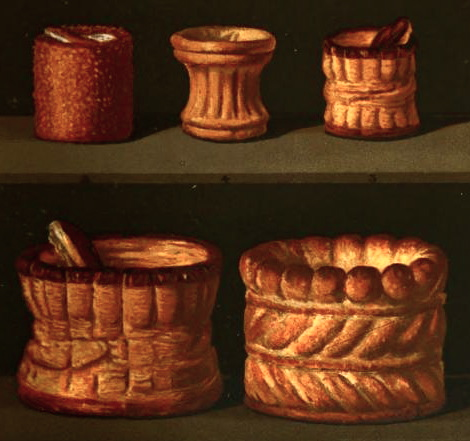
Trois croustades de 10 cm de diamètre (timbale, pâté, bouchée) et deux de 18 cm (vol-au-vent et casserole).

Une croustade est une préparation culinaire de formes diverses et de tailles variables en pâte cuite au four, parfois frite, et garnie de préparations diverses, salées (volaille, légumes, fruits de mer…) ou sucrées (fruits, crème, chocolat…). Formée d'une croûte consistante et durcie à la cuisson comme la couche extérieure du pain, elle peut être réalisée en pâte feuilletée, pâte brisée, croûte de pain, et même en pâte de riz, de nouilles ou vermicelles, de pommes duchesse… Par métonymie, la croustade désigne aussi le mets, la préparation elle-même. De petite taille, elle prend le nom de « croustadine ». En français québécois, le terme croustade fait référence au crumble.

## Étymologie
Le nom provient de crostada (« croûte » dans les deux langues occitane et catalane). 

## Historique
La croustade est très répandue dans la cuisine médiévale occitane et catalane. C’est une préparation pâtissière qui, dès l’origine, est réalisée en pâte feuilletée ou brisée. Celle-ci est travaillée pour former une timbale, ce réceptacle pouvant recevoir différentes garnitures. Celles-ci allaient de fruits frais ou cuits (pommes, poires, myrtilles, petits fruits rouges, etc.) suivant la saison, parfois trempés dans une liqueur ou un alcool du cru. En ville, la cuisine bourgeoise garnit les croustades de viandes émincées en sauce, en y ajoutant pour les tables nobles des truffes ou du foie gras. Il est à noter que dans les zones de montagnes (Pyrénées, Alpes), la croustade était remplie avec du fromage, de la confiture et du miel. Suivant sa garniture salée ou sucrée, ainsi que la saison, la croustade pouvait être consommée chaude ou froide.
Pour Marie-Antoine Carême, la croustade est un contenant consommable à base de mie de pain mise en forme et recuite au four, destiné à accueillir toutes sortes de préparations. Il les distingue des vol-au-vent faits à partir de pâte feuilletée, des casseroles au riz, faites de riz recuit après mise en forme, et des autres pâtés ou tourtes.
Le terme fait également référence à une spécialité régionale, la croustade gasconne, faite de pate feuilletée spéciale qui s'étale sur une table jusqu'à avoir l'épaisseur d'un papier à cigarette. Cette spécialité est également connue sous les noms de pastis ou tourtière.

## Croustades salées
Voir vol-au-vent, bouchée à la reine, croustade avignonnaise à la viande…

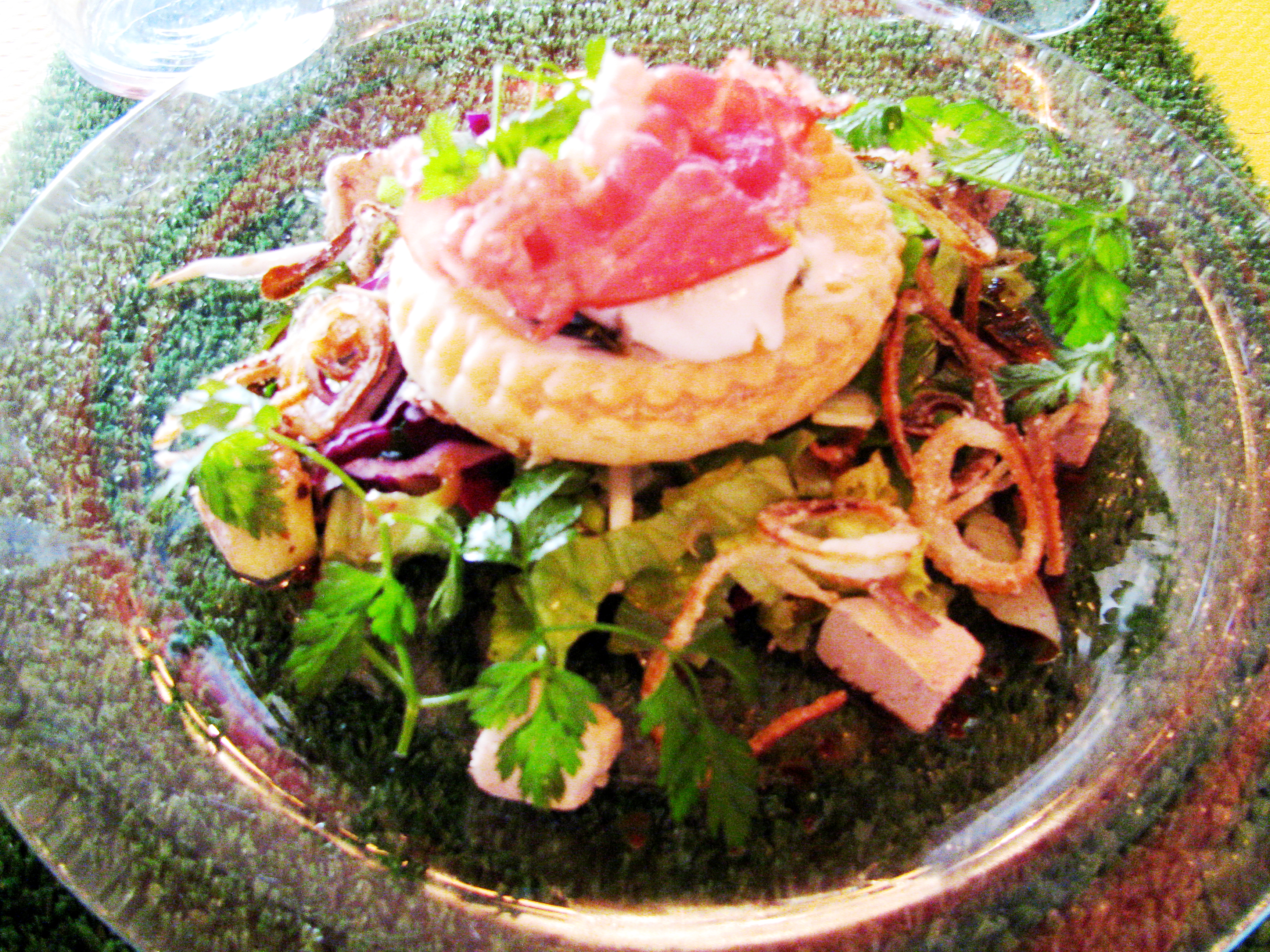
Croustade d'œuf de caille au lard frit et salade au foie gras.

## Croustades sucrées

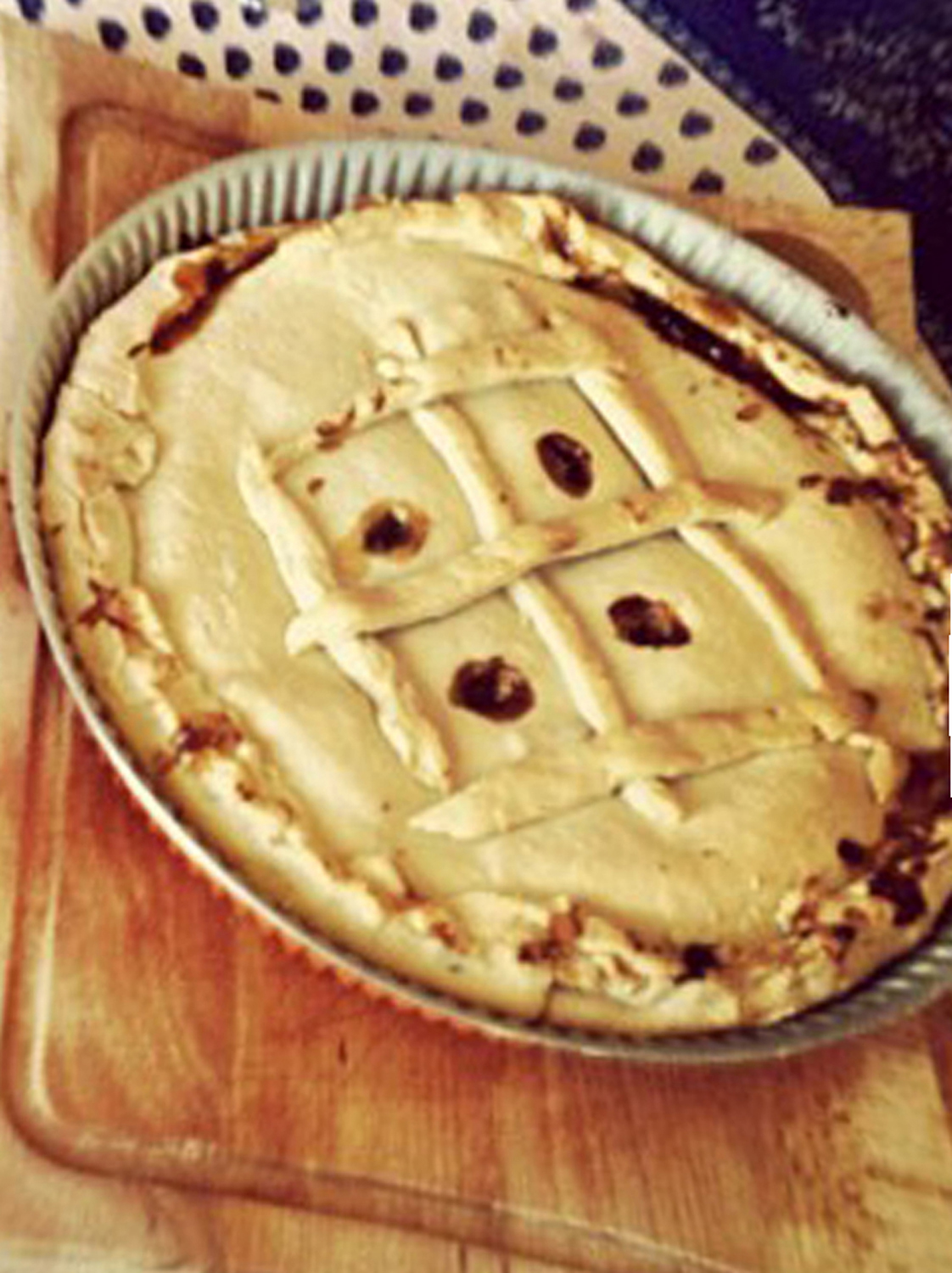
Croustade gasconne aux pruneaux.

La croustade est une des spécialités culinaires du Sud-Ouest (« crostada » en occitan) (Tarn, Tarn-et-Garonne, Haute-Garonne, Ariège, Gers, Landes). C'est un dessert fait de deux pâtes feuilletées extrêmement fines généralement fourrées aux pommes (voir la croustade aux pommes), aux pruneaux (voir la tourtière gasconne) ou aux raisins secs, parfois macérés ou pas dans de l'eau-de-vie, armagnac par exemple. En Ariège, l'été, elle est souvent fourrée aux myrtilles sauvages (voir pastis) ou, dans le Tarn, de poires.
Une variante dite « croustade barcelonaise » consiste à fourrer la croustade avec de la banane, quelques morceaux de pommes et du chocolat.
La croustade aux bleuets à feuilles étroites est une spécialité de la province canadienne de Nouveau-Brunswick.

## Culture populaire
Dans leur sketch où les deux humoristes rient des stéréotypes sur la culture provençale (l'accent, la gastronomie et le nom des plats, les cigales, la lavande, la pinède, le soleil..), Chevalier & Laspallès évoquent un plat imaginaire, la "croustade de moulasse", qui serait servie de préférence avec le "pomasson", une préparation cullinaire tout autant fantasmée.